# Vuntut-Nationalpark
Der Vuntut-Nationalpark (englisch Vuntut National Park of Canada, französisch Parc national du Canada Vuntut)  ist ein kanadischer Nationalpark im nördlichen Yukon (Nordwest-Kanada). Der 4345 km² große Park wurde 1995 gegründet und wird von Parks Canada, zusammen mit den Vuntut Gwitchin First Nation, verwaltet. Die Gründung erfolgte nach umfangreichen Verhandlungen zwischen der Vuntut Gwitchin und der Regierung Kanadas über Gebietsanspruch-Forderungen. Bei dem Park handelt es sich um ein Schutzgebiet der IUCN-Kategorie II (Nationalpark).
Der Park steht zusammen mit dem Ivvavik-Nationalpark sowie dem Herschel Island – Qikiqtaruk Territorial Park auf der Tentativliste zur Aufnahme als Welterbe in Kanada.
„Vuntut“ bedeutet in der Sprache der Gwitchin so viel wie „zwischen den Seen“.
Der Park grenzt im Norden an den Ivvavik-Nationalpark sowie im Westen an Alaska und das dortige Arctic National Wildlife Refuge. Er ist sehr naturbelassen und es gibt keine befestigten Straßen. Der Park liegt in den British Mountains, den östlichen Ausläufern der Brookskette und wird nach Süden vom Old Crow River begrenzt. Mit 1150 m Höhe ist der im westlichen Parkbereich gelegene Vuntut High Point der höchste Punkt im Park.
Die nächstgelegene Stadt ist Old Crow, etwa 50 km Luftlinie südlich gelegen.
Rentiere der Porcupine-Karibuherde (Rangifer tarandus granti), einer Unterart der Tundrarentiere, bringen in dieser Region der drei aneinandergrenzenden Parks ihren Nachwuchs zur Welt.

## Tourismus
Durch seine abgelegene Lage und da kein ausgebauter Zugang zum Park existiert, wird dieser jährlich nur von wenigen Touristen besucht (etwa 25). Der Park kann ohne Genehmigung besucht werden. Für verschiedene Aktivitäten im Park, zum Beispiel Camping oder die Landung mit einem Luftfahrzeug, wird eine Genehmigung benötigt.